# Magwengiella major
Magwengiella major är en stekelart som beskrevs av Heinrich 1938. Magwengiella major ingår i släktet Magwengiella och familjen brokparasitsteklar. Inga underarter finns listade i Catalogue of Life.